# 方中
方中（Mark Fong），生於香港，籍貫廣東潮州，香港註冊會計師，香港會計師公會 （页面存档备份，存于）前任會長，前為均富會計師事務所的合夥人 （页面存档备份，存于）。其兄長方俠及方正亦是香港註冊會計師，後者曾是香港證券及期貨事務監察委員會主席(2006年10月-2012年10月)。

## 家庭
方中的父親方繼仁共有4名太太，16名子女，方中在兒子中排行第3。
方中已婚，現育有一子及一女，兒子方貫威初中畢業於香港華仁書院，其後負笈英國讀高中及大學，於倫敦帝國學院取得機械工程學士學位後回港, 現從事財務顧問及資產管理。女兒亦在英國讀書，並在當地大學畢業。

## 教育
方中曾就讀於香港華仁書院 （页面存档备份，存于），在英國倫敦大學大學學院 （页面存档备份，存于）電子工程系畢業。其後左英國薩里大學得到碩士學位。

## 資料來源
- 香港會計師公會 （页面存档备份，存于）
- 東方日報